# Peter, el musical
"Peter, el musical "es una producción española de teatro musical basada en el personaje de Peter Pan creado y escrito por James Matthew Barrie. Es  una versión renovada y con efectos especiales de la obra que recorrió España y otros países a partir de 2000, y que está producida por Theatre Properties.

## Historia
Se trata de un nuevo montaje de teatro musical de gran formato que incorpora la última  tecnología teatral en luces, sonido, escenografía, vuelos y efectos especiales, destacando el vuelo de Peter Pan por encima del público. Está representado por más de 20 artistas en escena entre actores, cantantes, bailarines, especialistas, y un amplio equipo técnico. La producción original, que se denominaba Peter Pan el musical, recorrió  España, Portugal, Reino Unido, México, Colombia y Uruguay con más de 5000 representaciones y 5 millones de espectadores. En Londres fue representado en el Garrick Theatre y recibió los elogios del diario The Times.
El espectáculo está dirigido por Tomás Padilla, siendo la dirección artística de Silvia Villaú. La música original es de Pablo Pinilla, Lara Pinilla, Pablo Cruz y César Belda, con coreografías de José Félix Romero y Silvia Villaú. La directora artística considera que el anterior montaje requería un remake para que fuese más actual, alegre y colorido. La obra ha incorporado a artistas que son considerados “atletas del teatro” porque dominan las tres disciplinas, la vocal, la coreográfica y la interpretativa. El director vocal es Carlos J. Benito, que también representa al Capitán Garfio.
La duración es de 130 minutos con un descanso.  El musical recrea una típica casa londinense de dos plantas donde Wendy, John y Michael conocen por primera vez a Peter Pan, interpretado por Silvia Villaú;  también se reproduce el barco pirata del  Capitán Garfio con su tripulación,  así como el campamento de los niños perdidos, la laguna de las sirenas o el campamento de los indios.
El montaje musical y coreográfico es parecido al espectáculo de 2000, pero con una instrumentación nueva y dando un gran hueco a géneros como el pop y el rock, que está reservado para  números icónicos como la percusión "tipo Mayumaná" de los indios o las baladas de Wendy y Peter.
Está producida por Theatre Properties, Atresmedia y Grupo Eventix. El estreno de se celebró en Valencia, el 9 de noviembre de 2022, y tiene un recorrido por 27 ciudades españolas.
Theatre Properties es una productora española para la producción, creación y dirección de musicales de gran formato por todo el mundo. Su director general es Tomás Padilla y la directora artística Silvia Villaú.